# Teixidor de Reichard
El teixidor de Reichard (Ploceus reichardi) és un ocell de la família dels ploceids (Ploceidae).

## Hàbitat i distribució
Habita pantans del sud-oest de Tanzània i sud-est de la República Democràtica del Congo.